# DSA-309
La DSA-309 es una carretera perteneciente a la Red Secundaria de la Diputación Provincial de Salamanca que une las carreteras  N-620  y  DSA-418 , con la localidad de Villalba de los Llanos.

## Origen y Destino
La carretera  DSA-309  tiene su origen en Aldehuela de la Bóveda en la intersección con las carreteras  N-620  y  DSA-418 , y termina en la intersección con la carretera  DSA-310  en Villalba de los Llanos formando parte de la Red de carreteras de Salamanca.